# 5150
| Оценки критиков               | Оценки критиков |
| Источник                      | Оценка          |
| ----------------------------- | --------------- |
| AllMusic                      | [ 1 ]           |
| Robert Christgau              | C+              |
| Rolling Stone                 | [ 3 ]           |
| The Rolling Stone Album Guide | [ 4 ]           |

5150 (fifty-one fifty, на русском читается как «Фифти ван фифти») — седьмой студийный альбом американской рок-группы Van Halen, изданный в 1986 году на лейбле Warner Bros.  Диск занял первое место в чарте Billboard 200.

## Об альбоме
5150 — первый альбом, записанный с новым вокалистом группы Сэмми Хагаром, который заменил ушедшего Дэвида Ли Рота. Кандидатуру нового фронтмена Эдди Ван Халену подсказал механик из гаража, в котором тот ремонтировали свой Ferrari. Механик предположил, что один из его клиентов, бывший вокалист Montrose Сэмми Хагар, идеально подойдет на эту должность.
Альбом был назван в честь студии Эдди Ван Халена (5150 Studio). Также название «5150» имела гитара Ван Халена, которая сейчас более известна как Frankenstrat.
На обложке альбома в стиле ар-деко изображен Атлант, стоящий на одном колене и держащий на плечах зеркально отполированную металлическую сферу, вокруг которой обернут логотип Van Halen. Моделью для альбома стал Рик Валенте, бывший американский бодибилдер и ведущий телешоу BodyShaping на канале ESPN. Название альбома написано на табличке, висящей на груди титана. На обратной стороне обложки альбома изображены рухнувший Атлант, осколки упавшей сферы и участники группы.

## Список композиций
Слова и музыка всех песен — Эдди Ван Хален, Алекс Ван Хален, Сэмми Хагар и Майкл Энтони.
| №                   | Название                 | Перевод                           | Длительность |
| ------------------- | ------------------------ | --------------------------------- | ------------ |
| 1.                  | «Good Enough»            | Достаточно хорошо                 | 4:05         |
| 2.                  | «Why Can’t This Be Love» | Почему это не может быть любовью? | 3:48         |
| 3.                  | «Get Up»                 | Вставай                           | 4:37         |
| 4.                  | «Dreams»                 | Мечты                             | 4:54         |
| 5.                  | «Summer Nights»          | Летние ночи                       | 5:06         |
| Общая длительность: | Общая длительность:      | Общая длительность:               | 22:30        |

| №                   | Название              | Перевод               | Длительность |
| ------------------- | --------------------- | --------------------- | ------------ |
| 6.                  | «Best of Both Worlds» | Лучшее из обоих миров | 4:49         |
| 7.                  | «Love Walks In»       | Любовь входит         | 5:11         |
| 8.                  | «"5150"»              | «5150»                | 5:44         |
| 9.                  | «Inside»              | Внутри                | 5:02         |
| Общая длительность: | Общая длительность:   | Общая длительность:   | 20:46        |

## Участники записи
- Сэмми Хагар — вокал, электрогитара
- Эдди Ван Хален — электрогитара, клавишные, бэк-вокал
- Майкл Энтони — бас-гитара, бэк-вокал
- Алекс Ван Хален — ударные, перкуссия

## Позиции в хит-парадах
Годовые чарты:
| Чарт (1986)                        | Позиция |
| ---------------------------------- | ------- |
| США (Billboard Top Popular Albums) | 14      |